# Playa Parant
Playa Parant, auch als Playa Parán bezeichnet, ist eine Ortschaft in Uruguay.

## Geographie
Sie befindet sich auf dem Gebiet des Departamento Colonia in dessen südöstlichem Teil im Sektor 4. Playa Parant grenzt mit seiner südlichen Seite unmittelbar an die Küste des Río de la Plata und im Osten an Playa Fomento. Wenige Kilometer westlich liegt Blanca Arena.

## Einwohner
Der Ort hatte bei der Volkszählung im Jahr 2004 23 Einwohner.
| Jahr | Einwohner |
| ---- | --------- |
| 1963 | -         |
| 1975 | -         |
| 1985 | 14        |
| 1996 | 27        |
| 2004 | 23        |

Quelle: Instituto Nacional de Estadística de Uruguay